# Alda Bandeira
Alda Bandeira Tavares Vaz da Conceição (Santana (São Tomé i Príncipe), 22 de setembre de 1949) és una política de São Tomé i Príncipe, ministre d'afers exteriors en dues ocasions i candidata a la presidència del país.

## Biografia
El seu pare era infermer. Va estudiar llengües modernes a la Universitat Eduardo Mondlane a Maputo, va rebre un màster en llengua i literatura modernes a la Universitat de Lisboa, i estudià relacions internacionals a l'Instituto Superior de Ciências Sociais e Políticas. Fou professora d'ensenyament secundari a Maputo i São Tomé entre 1975 i 1982.
Bandeira va començar la seva carrera política com a directora de cooperació multilateral al Ministeri d'Afers Exteriors, càrrec que va ocupar entre 1987 i 1990. També va ser coordinadora nacional dels programes de la Fundació per al Desenvolupament Africà dels Estats Units a São Tomé el 1988-1990. Va ser una de les fundadores del Partit de Convergència Democràtica - Grup de Reflexió, el primer partit d'oposició política, que va guanyar les eleccions legislatives de São Tomé i Príncipe de 1991. Va ser ministra de Relacions Exteriors del seu país de 1991 fins a 1993. Després que el seu marit Norberto Costa Alegre fos nomenat primer ministre, va abandonar la seva posició al govern per ocupar la de diputada i evitar conflictes d'interès.
Bandera va ser elegida presidenta de la PCD-GR el 1995, càrrec que va ocupar fins a 2001. Fou candidata del seu partit a les eleccions presidencials de São Tomé i Príncipe de 1996, arribant al tercer lloc amb un 15% dels vots. Bandeira fou novament professora a l'Instituto Superior Politécnico a São Tomé el 2000-2002. L'abril de 2002 fou nomenada novament ministra d'afers exteriors, però va dimitir el mateix any. Posteriorment fou Directora General de l'Instituto Marítimo e de Administracão Portuaria a São Tomé.